# Alfred Olivet
Alfred Etienne Olivet (* 24. April 1863 in Genf; † 3. Mai 1942 ebenda) war ein Schweizer Architekt.

## Leben und Wirken
Über die Ausbildung Olivets, der Sohn eines Unternehmers war, in Genf wird nichts weiter berichtet. Bekannt ist, dass er als junger Mann an der Planung des Gebäudes des Wasserwerks und den Quaianlagen Genfs beteiligt war. Reisen führten ihn in die Vereinigten Staaten, nach Frankreich und Italien.
Ab 1912 nahm er mit Alexandre Camoletti an verschiedenen Wettbewerben teil, etwa für das Naturkundemuseum Genf und den Genfer Justizpalast. Er baute Hotels in Aix-les-Bains und Annecy, und er erhielt Aufträge für den Umbau von Genfer Luxushotels. Ebenfalls in Genf schuf er 1914 das heutige Kaufhaus Uniprix (SA Galeries Modernes-Grand Bazar de Geneve), 1915 das Hygieneinstitut und 1919 das Gerichtsmedizinische Institut.
Neben seiner Arbeit als Architekt verfasste Olivet Fachartikel für Zeitungen und Zeitschriften.

## Werke (Auswahl)
- Wohn- und Geschäftshaus, Genf 1889–91
- Hotel Beau-Rivage, Umbau und Erweiterung, Genf 1901–34
- Hotel Splendide, Innenausbau, Aix-le-Bains 1906
- Hotel Excelsior, Aix-le-Bains 1906
- Hotel de la Paix, Genf, Erweiterung 1908, Umbau 1937
- Pension, Genf 1909
- Primarschule, Cointrin 1912–13 (abgebrochen)
- Galeries Modernes – Grand Bazar de Genève, Kaufhaus, Genf 1911–14
- École St. Jean, Genf 1913–15 (mit Alexandre Camoletti)
- Institut d’Hygiene, Genf 1913–15
- Hotel Royal, Aix-le-Bains 1914
- Gerichtsmedizinisches Institut, Genf 1919
- Imperial Palace, Annecy 1924
- Wohn- und Geschäftshäuser, Genf 1931–32
- Wohn- und Geschäftshaus, Genf 1933